# Урынок
Урынок — село в Должанском районе Орловской области России. Административный центр Урыновского сельского поселения.

## География
Село находится на расстоянии 13 км к западу от посёлка городского типа Долгое, административного центра района, и 133 км к юго-востоку от города Орёл, административного центра области.

### Часовой пояс
Село Урынок, как и вся Орловская область, находится в часовой зоне МСК (московское время). Смещение применяемого времени относительно UTC составляет +3:00.

## Население
| 2002 | 2010 |
| ---- | ---- |
| 509  | ↘458 |

### Национальный состав
Согласно результатам переписи 2002 года, в национальной структуре населения русские составляли 99 % из 509 чел.